# Sakramentskapelle (Büren)

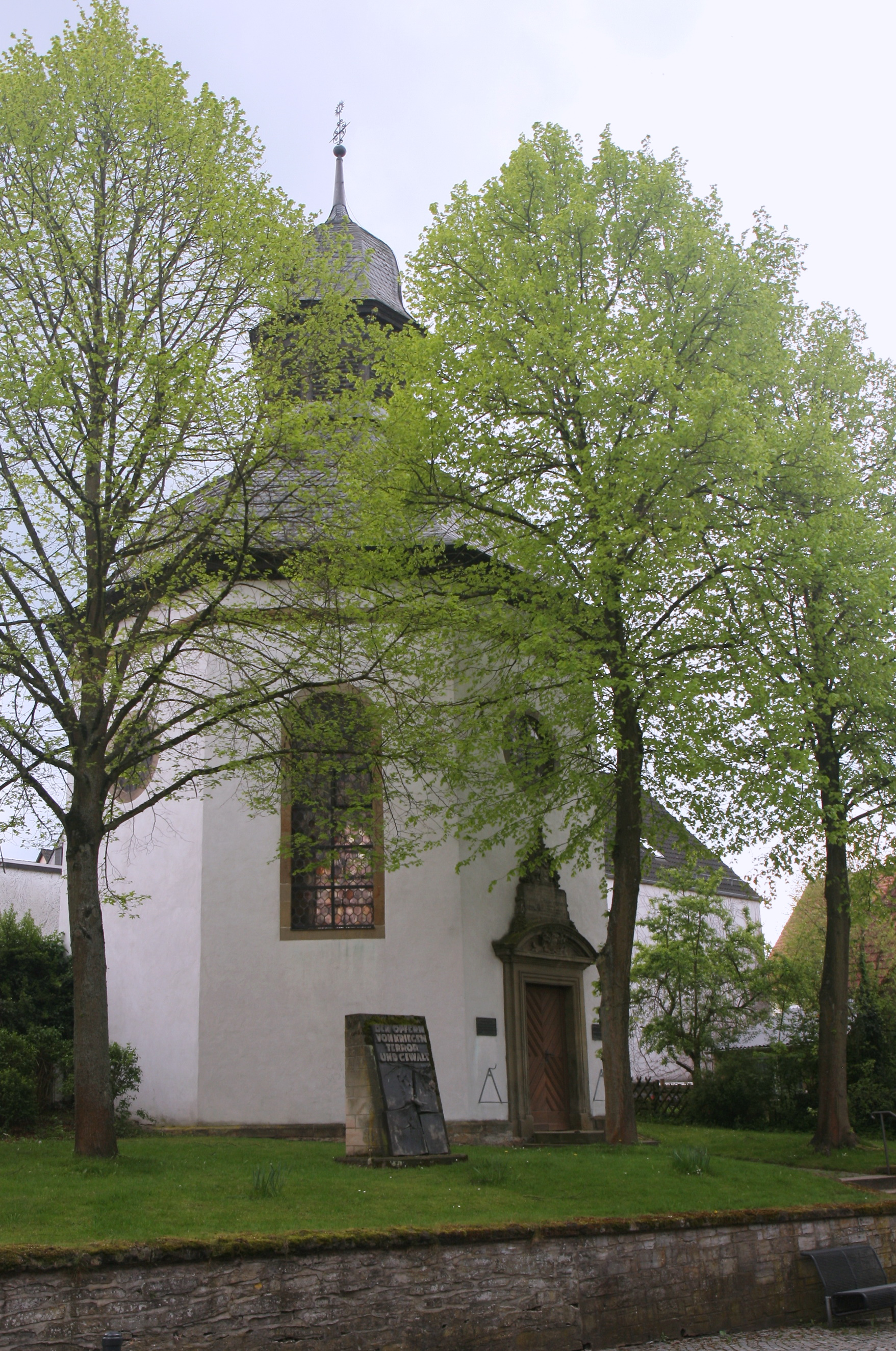
Sakramentskapelle (Büren)

Die römisch-katholische, denkmalgeschützte Sakramentskapelle steht in Büren, einer Mittelstadt im Kreis Paderborn von Nordrhein-Westfalen. Die Kapelle gehört zum Pastoralverbund Büren-Süd im Dekanat Büren-Delbrück des Erzbistums Paderborn.

## Beschreibung
Die Kapelle wurde 1717–20 nach einem Entwurf von Johann Conrad Schlaun im Auftrag von Wilhelm Anton von der Asseburg errichtet. Sie ist ein oktogonaler Zentralbau, der mit einer schiefergedeckten Welschen Haube bedeckt ist. Über dem Portal befindet sich ein Rundfenster, das sich mit den Bogenfenstern abwechselt. 
Der Innenraum ist mit einem achtteiligen Kreuzgratgewölbe auf Konsolen überspannt. Das von Schlaun entworfene Altarretabel wurde 1888 ersetzt.